# Martha Wilson
Martha Wilson (1947, Filadèlfia, EUA) és una artista estatunidenca.
Martha Wilson explora els estereotips i els dictats de la bellesa presents en la nostra societat. Així, en el seu treball fotogràfic i textual Breast Forms Permutated (Combinatòria de formes de pits, 1972) mostra els pits de nou dones diferents disposats en una quadrícula, amb un text que en comenta les formes: «cònica (a baix) esfèrica (diagonal), o penjant (transversal)», etc. El text es tanca amb aquestes paraules: «La parella perfecta és la del centre». D'altra banda, mitjançant la dramatització dels rols femenins i fent servir disfresses, les fotos i vídeos de Wilson investiguen la seva pròpia subjectivitat femenina, i criden l'atenció sobre la disparitat entre l'aparença real i la percepció que tenim de nosaltres mateixos.
A Portfolio of Models (Dossier de models) presenta sis models de feminitat als quals l'artista afegeix textos descriptius sobre les diferències entre la «divina», la «mestressa de casa», la «noia treballadora», la «lesbiana», la «professional» i la «mare terra». Sobre aquesta obra, Wilson afirma el següent: «Aquests són els models que la societat m’ofereix. En un moment o un altre, me’ls he emprovat tots per veure com em quedaven; i sí, hi cabia.